# Bonifacio Edu
Bonifacio Edu N'Dong (ur. 3 czerwca 1969) – lekkoatleta z Gwinei Równikowej, specjalizujący się w biegu na 100 metrów, olimpijczyk.
Jego jedyną, znaczącą, międzynarodową imprezą były w 1996 r., letnie igrzyska olimpijskie w amerykańskiej Atlancie. Edu wziął udział w dwóch konkurencjach: biegu na 100 m, oraz w sztafecie 4x100 m. Indywidualnie wystartował w 1. biegu eliminacyjnym w, którym zajął ostatnią 9. pozycję, z czasem 11,87, przez co nie awansował do kolejnej fazy zawodów. W sztafecie, wraz z kolegami z drużyny, wystartował w 2. biegu eliminacyjnym. Reprezentanci Gwinei Równikowej zajęli w nim ostatnią, 5. lokatę z najgorszym czasem eliminacji - 45,63, wskutek czego nie zdołali dalej awansować.

## Osiągnięcia
| Rok  | Impreza              | Miejsce | Konkurencja           | Lokata     | Wynik |
| ---- | -------------------- | ------- | --------------------- | ---------- | ----- |
| 1996 | Igrzyska olimpijskie | Atlanta | bieg na 100 metrów    | eliminacje | 11,87 |
| 1996 | Igrzyska olimpijskie | Atlanta | sztafeta 4x100 metrów | eliminacje | 45,63 |

## Rekordy życiowe
- bieg na 100 metrów – 11,87 (26 lipca 1996, Atlanta).